# Happy Days (film, 1929)
Pour les articles homonymes, voir Happy Days.
Pour plus de détails, voir Fiche technique et Distribution.
Happy Days est un film américain en noir et blanc réalisé par Benjamin Stoloff, sorti en 1929.

## Synopsis
Margie, une chanteuse sur un bateau à aube en difficulté financière, se rend à New York dans le but de persuader toutes les anciennes star du bateau de se produire dans un spectacle pour le sauver. Elle réussit et les stars s'envolent toutes vers la Nouvelle-Orléans pour surprendre le propriétaire, le colonel Billy Blacher, avec un grand spectacle.

## Fiche technique
- Titre : Happy Days
- Réalisation : Benjamin Stoloff
- Scénario : Edwin J. Burke et Sidney Lanfield
- Producteur : William Fox
- Société de distribution : Fox Film
- Photographie : Lucien N. Andriot, John Schmitz, J.O. Taylor
- Montage : Clyde Carruth
- Musique : Harry Stoddard
- Costumes : Sophie Wachner
- Photographie : Lucien N. Andriot et John Schmitz
- Pays de production : États-Unis
- Format : noir et blanc - 1.20:1 - Mono (Movietone)
- Genre : Film musical
- Durée : 80 minutes
- Date de sortie : 
  - États-Unis : 17 septembre 1929

## Distribution
- Charles E. Evans : colonel Billy Batcher
- Marjorie White : Margie
- Richard Keene : Dick
- Stuart Erwin : Jig
- Martha Lee Sparks : Nancy Lee
- Clifford Dempsey : shériff Benton
- James J. Corbett
- George MacFarlane
- Janet Gaynor : elle-même
- Charles Farrell : lui-même
- Victor McLaglen
- El Brendel
- Rex Bell : lui-même
- Frank Albertson : lui-même
- Sharon Lynn
- J. Farrell MacDonald
- Will Rogers
- Edmund Lowe
- Walter Catlett
- Warner Baxter
- Dorothy Kirsten : chorus Woman
- Betty Grable : chorus Woman
- Lucien Littlefield : lui-même
- Sam Spiegel : lui-même
- William Collier Sr.
- David Rollins